# En décalage
Pour plus de détails, voir Fiche technique et Distribution.
En décalage (Tres) est un film hispano-franco-lituanien réalisé par Juanjo Giménez Peña, sorti en 2021.

## Fiche technique
Sauf indication contraire, les informations mentionnées dans cette section peuvent être confirmées par la base de données cinématographiques IMDb,  présente dans la section « Liens externes ».
- Titre original : Tres
- Titre français : En décalage
- Réalisation : Juanjo Giménez Peña
- Scénario : Pere Altimira et Juanjo Giménez Peña
- Direction artistique : Antonio Pereira
- Costumes : Arantzazu Domínguez
- Photographie : Javier Arrontes
- Montage : Cristóbal Fernández
- Musique : Domas Strupinskas
- Pays de production :  Espagne,  France,  Lituanie
- Format : couleur — 2,39:1 — son 5.1
- Genre : drame, fantastique
- Durée : 104 minutes
- Dates de sortie :
  - Italie : 5 septembre 2021 (Mostra de Venise)[1]
  - Espagne : 12 octobre 2021 (Festival international du film de Catalogne)[2] ; 5 novembre 2021 (sortie nationale limitée)
  - France : 3 août 2022

## Distribution
- Marta Nieto : C.
- Miki Esparbé : Iván
- Luísa Merelas (gl) : Marga
- Fran Lareu (es) : Pablo
- Francisco Reyes : intrus
- Julius Cotter : Phil
- Cris Iglesias (gl) : Aurora
- Iria Parada : Isa
- Carmen Méndez (gl) : neurologue

## Accueil

### Critique
En France, le site Allociné propose une moyenne des critiques de presse à 3,2/5.

## Distinctions

### Récompenses
- Festival international du film de Catalogne 2021 (Sitges) : Méliès d'argent
- Goyas 2022 : meilleur son
- Gaudí 2022 : meilleur son

### Nominations
- Goyas 2022 : meilleur scénario original
- Gaudí 2022 : meilleur film en langue non-catalane, meilleur scénario, meilleure actrice, meilleur acteur dans un second rôle

### Sélection
- Mostra de Venise 2021 : sélection en section Giornate degli autori